# Ciudad López Mateos
Ciudad López Mateos est une ville de l'État de Mexico, au Mexique. Elle est le siège de la municipalité de Atizapán de Zaragoza.